# 337-й окремий вертолітний полк (РФ)
337-й окремий гелікоптерний полк — тактичне формування Армійської авіації Російської Федерації.
Умовне найменування — Військова частина № 12739 (в/ч 12739). Скорочене найменування — 337 овп.
Формування знаходиться у складі 14-ї армії ВПС та ППО Центрального військового округу з пунктом постійної дислокації на аеродромі Толмачово біля міста Об.

## Історія
337-й окремий гелікоптерний полк створений 15 грудня 1978 року і базувався м. Мальвінкель у складі 20-ї гвардійської загальновійськової армії. 
До червня 1979 перебував у Московському військовому окрузі в м. Суздаль.
24 травня 1994 року, у зв'язку з виведенням Західної групи військ, перебазований до Сибірського військового округу в Новосибірську область.
У ході реформи Збройних сил 337-й окремий вертолітний полк переформований на 562-ю авіаційну базу в колишньому пункті дислокації на аеродромі Толмачова.
1 грудня 2018 року 562 авіабазу переформовано в 337-й окремий гелікоптерний полк, повернувши собі історичну назву.